# Hans Wulz (Maler)

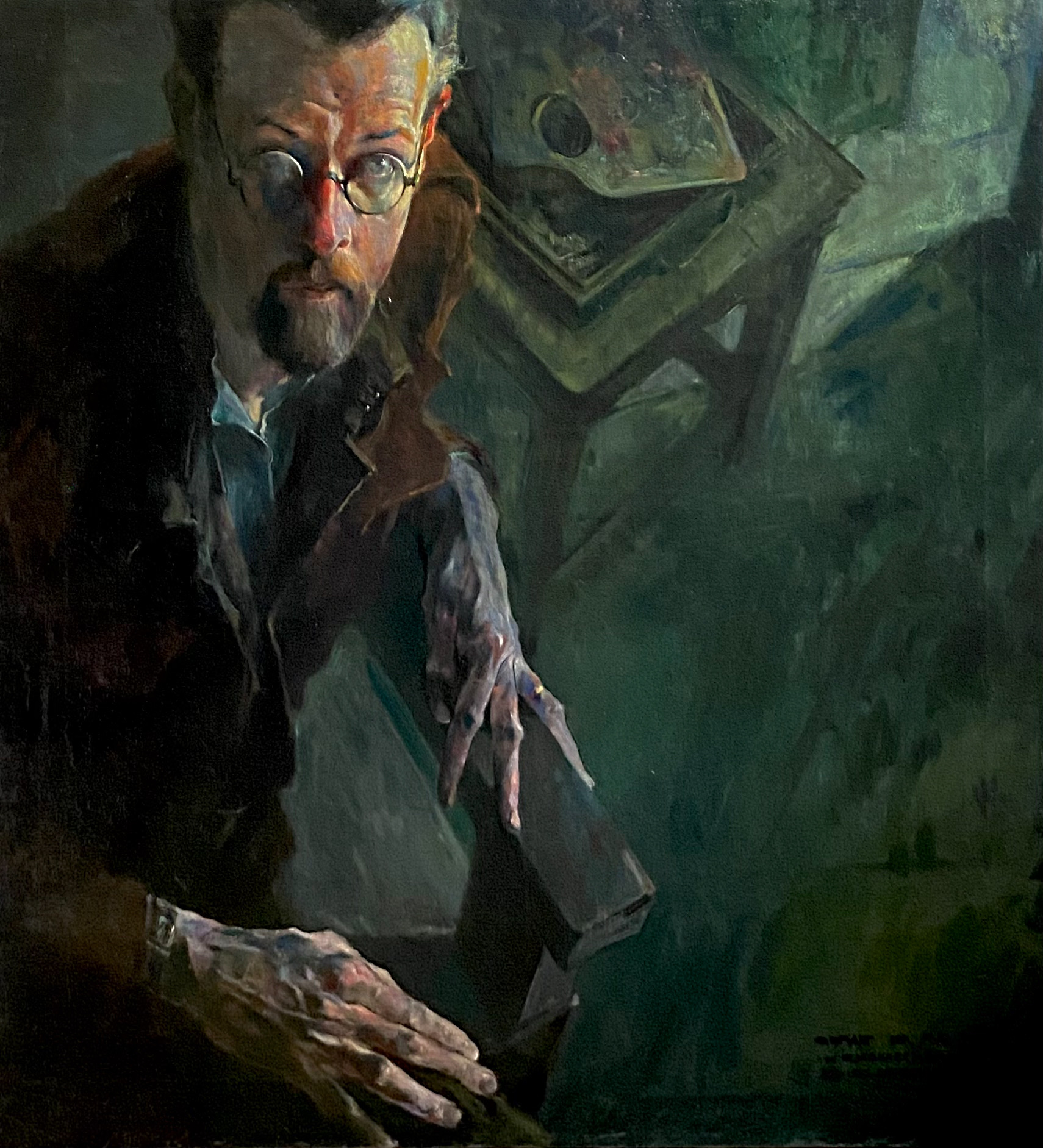
„Selbstbildnis“ (1946)

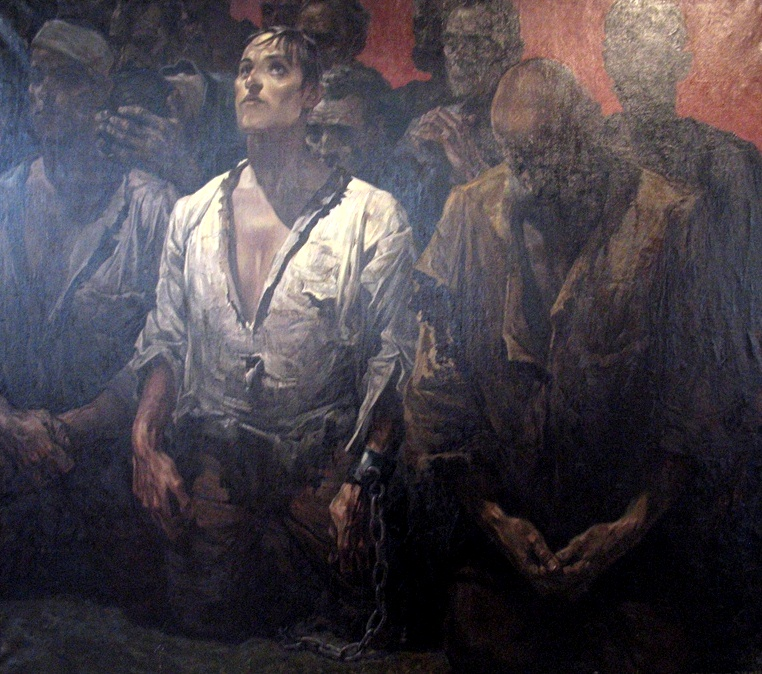
„Die Befreiten“ (1941)

Hans Wulz (* 1. April 1909 in Landeck in Tirol; † 9. Oktober 1985 in Wien) war ein österreichischer Maler des Spätexpressionismus sowie Maler von Wandfresken.

## Leben und Werk
Geboren in Tirol, übersiedelte Hans Wulz bereits 1910 nach Salzburg, wo er in den Jahren von 1924 bis 1928 eine Lehre als Holzbildhauer bei dem Bildhauer Bruno Berger absolvierte. Bereits während dieser Zeit nahm er Mal- und Zeichenunterricht bei Valentin Janschek und Hans Piffrader an der Staatsgewerbeschule in Salzburg. Von 1931 bis 1933 war Wulz Schüler der Graphischen Lehr- und Versuchsanstalt in Wien.
Während des Zweiten Weltkriegs stand Wulz von 1940 bis 1944 an der Front, wobei er in englische Kriegsgefangenschaft geriet. In den Jahren von 1948 bis 1952 studierte Wulz an der Akademie der bildenden Künste in Wien bei Christian Ludwig Martin. Danach unternahm er Studienreisen nach Sizilien, Sardinien, in die Schweiz und nach Deutschland. 1949 erhielt er den Staatspreis, 1950 den II. Ehrenpreis für die Gesamtleistung anlässlich der 64. Jahresausstellung des Kunstvereins Salzburg im Künstlerhaus. 1959 wurde Hans Wulz mit der Großen Goldenen Ehrenmedaille des Wiener Künstlerhauses für seine Gesamtleistung ausgezeichnet, 1962 wurde ihm der Titel Professor verliehen. 
In den Jahren 1961/62 schuf Wulz gemeinsam mit seinem Malerkollegen Josef Fastl das Kreuzigungspanorama in Einsiedeln (Schweiz) mit einer Höhe von 10 Metern und einem Umfang von 100 Metern, das mehr als 500 teils lebensgroße Figuren der Kreuzigungsgeschichte Jesu darstellt.
Hans Wulz schuf Werke für die Festhalle des Pfarrhofes St. Elisabeth und für die Augustinerkirche in Salzburg. Weiters leistete er gemeinsam mit Max von Poosch wesentliche Mitarbeit an der Wiederherstellung der durch Luftangriffe teilweise zerstörten Fresken des Karl von Blaas im Wiener Heeresgeschichtlichen Museum. Das Deckenfresko des Festsaales im Rathaus von Zistersdorf stammt ebenfalls von Hans Wulz. Werke von seiner Hand befinden sich heute im Heeresgeschichtlichen Museum, im Wien Museum, im Bundesministerium für Unterricht, Kunst und Kultur, im Museum Niederösterreich sowie in der österreichischen Botschaft in London.
Sein Werkverzeichnis umfasst neben mehreren hundert Ölgemälden auch einige Aquarelle und Skizzen sowie Skulpturen. Die meisten dieser Werke befinden sich noch heute in Privatbesitz. Er zählt heute zu den bekanntesten und bedeutendsten österreichischen Malern des 20. Jahrhunderts.

## Werke (Auswahl)

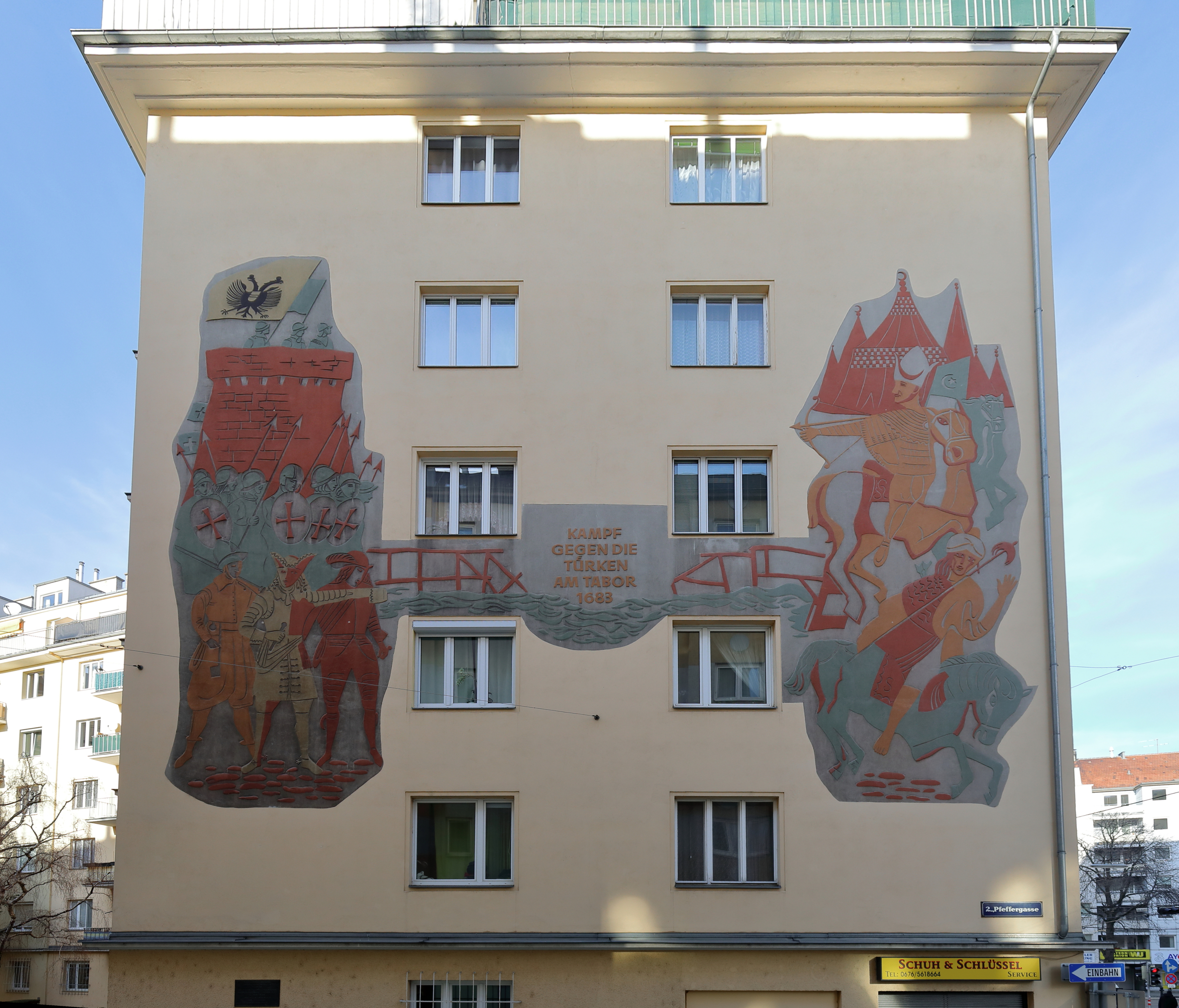
Sgraffito „Kampf gegen die Türken am Tabor 1683“ (Pfeffergasse in Wien), 1958

- Die Befreiten, 1941. Öl auf Leinwand, ca. 140 × 150 cm, Heeresgeschichtliches Museum Wien
- Heimkehrer, um 1950/55. Öl auf Leinwand, ca. 140 × 110 cm, Heeresgeschichtliches Museum, Wien
- Menschen (Familie), 1961, Privatbesitz[4]
- Familienbild mit Rosa und Hans Georg, 1951. Öl auf Leinwand, 120,5 × 100,6 cm, Privatbesitz
- Salzburg, Blick vom Kapuzinerberg, 1979. Öl auf Leinwand, 66 × 100 cm, Privatbesitz
- Mein Vater, 1947. Öl auf Leinwand, 69, 5 × 90,5 cm, Privatbesitz
- Vater, 1952. Öl auf Leinwand, 95 × 80 cm, Privatbesitz
- Der Bettler, 1947. Öl auf Leinwand, 130 × 130 cm, Privatbesitz
- Kreuzigungspanorama, 1961/62. 10 × 100 m, Panorama Einsiedeln (Schweiz)